# Trypauchen pelaeos

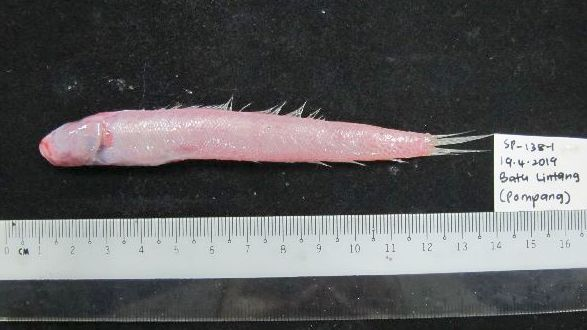
Imatge d'un especimen de Trypauchen pelaeos.

Trypauchen pelaeos és una espècie de peix de la família dels gòbids i de l'ordre dels perciformes.

## Hàbitat
És un peix marí, de clima tropical i demersal que viu entre 3-20 m de fondària.

## Distribució geogràfica
Es troba al Pacífic occidental.

## Observacions
És inofensiu per als humans.